# Posthausen (Ottersberg)
Posthausen ist ein Ortsteil des Fleckens Ottersberg im nördlichen Landkreis Verden in Niedersachsen.

## Lage und Verkehrsanbindung
Der Ort liegt sechs Kilometer südlich des Kernortes Ottersberg an der Landesstraße L 155. Die A 1 verläuft 2,5 km entfernt nördlich und die A 27 sechs Kilometer entfernt südlich.

## Geschichte
Die Ursprünge der Ortschaft sind in der Kolonisierung des Hellweger Moores zu suchen, die Ende des 17. Jahrhunderts begann. Posthausen besteht aus mehreren Straßendörfern wie unter anderem Allerdorf, Grasdorf, Hintzendorf, Schanzendorf, Stellenfelde, Mitteldorf, Giersdorf. Im Jahr 1852 wurde die Kirche in Posthausen eingeweiht.
Als politische Gemeinde wurde Posthausen am 1. Juli 1968 durch den Zusammenschluss der vier Gemeinden Giersdorf-Schanzendorf, Grasdorf, Hintzendorf und Wümmingen gebildet. Vier Jahre später, am 1. Juli 1972, wurde die Gemeinde Posthausen in die Einheitsgemeinde Flecken Ottersberg eingegliedert.
Bereits am 1. September 1960 waren die Gemeinden Allerdorf und Hintzendorf-Stellenfelde zur Gemeinde Hintzendorf zusammengeschlossen worden.

## Wirtschaft

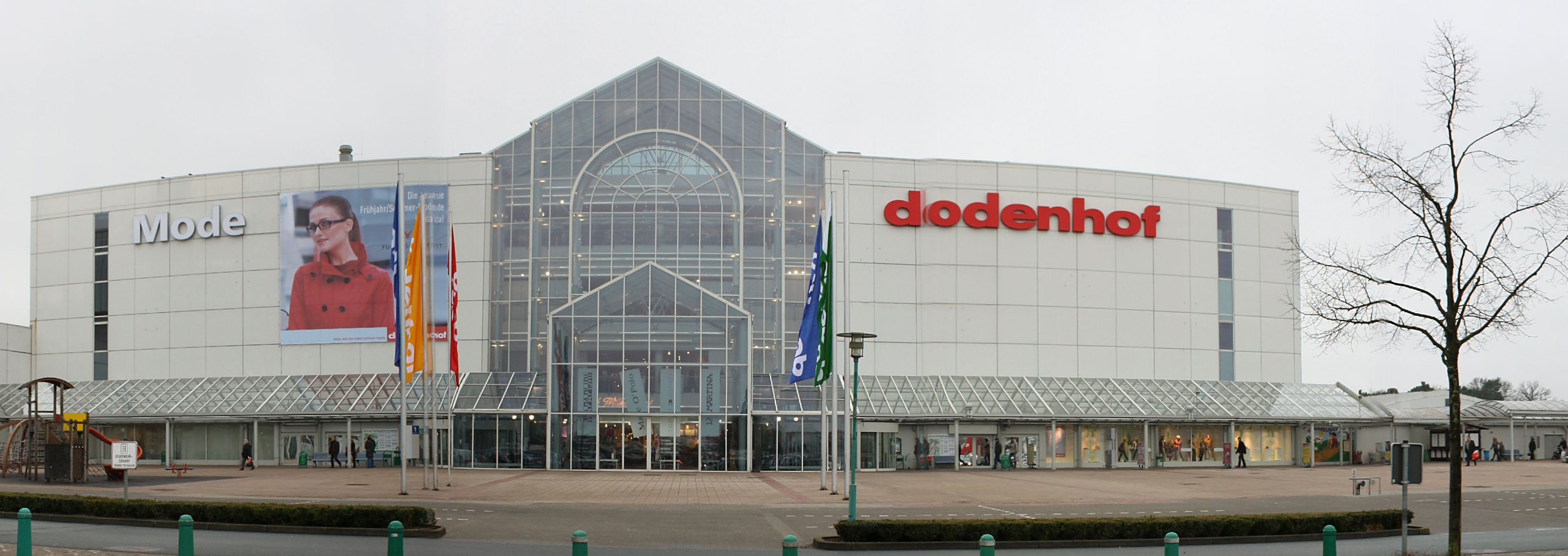
Dodenhof: Haupteingang Modehaus

Das Kaufhaus Dodenhof entwickelte sich seit seiner Gründung als kleiner Familienbetrieb im Jahre 1910 zum größten Einkaufszentrum Norddeutschlands und damit auch zu einem wichtigen Wirtschaftsfaktor der Region.

## Politik

### Ortsrat
Der Ortsrat, der den Ortsteil Posthausen vertritt, setzt sich aus sieben Mitgliedern zusammen. Die Ratsmitglieder werden durch eine Kommunalwahl für jeweils fünf Jahre gewählt.

Bei der Kommunalwahl 2021 ergab sich folgende Sitzverteilung:
| Ortsrat 2021Insgesamt 7 Sitze - SPD: 2 - CDU: 5 |

### Ortsbürgermeister
Ortsbürgermeister Reiner Sterna, CDU

## Persönlichkeiten
- Adolf Fitschen (1883–1953), Präsident des Landgerichts Wiesbaden